# Hong Sung-won
Hong Sung-won (en hangeul : 홍성원, 26 décembre 1937 - 1er mai 2008) est un écrivain sud-coréen.

## Biographie
Hong Seong-weon est né le 26 décembre 1937 à Hapcheon dans l'ancienne province de Gyeongsang en Corée. Il est l'aîné d'une fratrie de huit frères et sœurs. Il a étudié la littérature anglaise à l'université de Corée, mais a été contraint d'abandonner ses études pour des raisons financières. À partir de 1961, il passe trois années dans le camp militaire de Gwangwon, trois années qui ont eu un impact énorme sur son écriture. Cette expérience l'a notamment incité à écrire ce qu'il appelle des « fictions coréennes au cuir durci ». 
Il est décédé d'un cancer de l'estomac le 1er mai 2008. Il laisse dans le deuil ses deux filles, Hong Jina et Hong Jaram, qui écrivent pour la télévision et qui ont publié quelques œuvres comme Arrondir (Banollim) ou le Le virus Beethoven.

## Œuvre
En 1961, avant qu'il ne parte s'engager dans l'armée, sa nouvelle La guerre (Jeonjaeng) lui permet de remporter le concours littéraire du printemps organisé par le journal Dong-a Ilbo. L'année 1964 s'est avérée être une année encore plus fructueuse pour Hong. En janvier, son histoire Point de congélation (Bingjeom), qui se fonde sur son expérience dans l'armée, lui permet de remporter le concours littéraire du journal Hankook Ilbo. En août de la même année, il remporte un concours littéraire parrainé par la revue Sedae (Génération) avec son histoire La locomotive et le veau (Gigwanchawa song-aji) et en décembre, il remporte le prix du journal Dong-a Ilbo pour son roman La caserne le jour J (Di de-i-ui byeongchon). Les thèmes de ses premières œuvres se concentrent sur les relations destructrices et la violence du pouvoir au sein d'une unité militaire, ainsi que la brutalité de la guerre. À partir de 1970, son roman représentatif Le 25 juin revient sur le rôle de l'armée et la guerre de Corée. Ce roman a été publié en feuilleton dans la revue Sedae pendant cinq ans. Il a ensuite été publié sous le titre de Nord et Sud (Namgwa buk). Selon lui ce travail a été très difficile à poursuivre étant donné la division de la Corée.
Une autre caractéristique du travail de Hong est l'accent mis sur les pratiques cruelles qui ont lieu dans les milieux urbains. Hong est profondément préoccupé par ceux qui tentent d'échapper à une société trop structurée parce qu'ils ne parviennent pas s'adapter à la réalité actuelle. Ses travaux publiés dans les années 1960, comme Un voyage sans argent (Mujeon yeohaeng), Un voyage pour le week-end (Jumal yeohaeng) entrent dans cette catégorie. Dans les années 1970, Hong concentre la majeure partie de son énergie à l'écriture du récit Nord et Sud (Namgwa buk), et en même temps il publie un recueil de nouvelles, Le guerrier et le musicien (Musawa aksa). Dans les années 1980, il a lutté pour remettre sur le devant de la scène des drames de l'histoire. La Lune et le couteau (Dalgwa kal) traite ainsi de l'invasion japonaise en Corée au cours du XVIe siècle, L'aube (Meondong) traite des bouleversements politiques (y compris le mouvement du 1er mars) qui ont eu lieu au début du XXe siècle.

## Récompenses
- Prix Dong-a Ilbo pour La caserne le jour J en 1964
- Prix de littérature contemporaine (Hyundae Munhak) en 1985